# Ashraf Nu'man
Ashraf Nu'man Al-Fawaghra (Betlemme, 29 luglio 1986) è un calciatore palestinese, centrocampista del Taraji Wadi Al-Nes.

## Carriera

### Club
Ha giocato nel campionato palestinese e saudita.

### Nazionale
Ha esordito in nazionale nel 2009, venendo convocato per la Coppa d'Asia 2015.

## Palmarès

### Club

#### Competizioni nazionali
- Supercoppa di Giordania: 1

Al-Faisaly: 2012